# Правно-пословна школа Београд
Правно-пословна школа Београд је средња школа основана 1952. године. Налази се у општини Стари град, у Светогорској улици 48.

## Историјат
Почеци школе датирају из 1845. године за време Уставобранитеља, када је основана у тадашњој улици Два бела голуба, под називом „Пословно-трговачко училиште”. Као година основања школе води се 4. август 1952. када она прераста у образовну установу под називом „Завод за стручно оспособљавање кадрова за финансијске и административне послове НР Србије”.
Крајем 19. века школа је радила у приватној кући у Светогорској улици, где је саграђена нова омања зграда са три учионице, једном лабораторијом и са малим двориштем. Након Првог светског рата, у близини куће песника Велимира Рајића због наглог пораста броја ученика саграђена је 1926. године нова двоспратна зграда. Пројектант објекта био је архитекта Јездимир Денић, а она је направљена у тадашњој Битољској улици.
Након што је интересовање за трговину расло, Министарство просвете је 1929. године заједно са београдском општином омогућило подизање зграде школе у Цетињској улици, а објекат је пројектовао архитекта Јосиф Нојман.
После Другог светског рата, од 1945. до 1946. године, Министарство је организовало Државни течај једнообразног рачуноводства, стенографије и дактилографије. Делатност школе регистрована је код Окружног привредног суда у Београду, уписом у судски регистар - решење бр. Фи-1241/89 од 15. јуна 1989. године. Решењем Министарства за трговину и снабдевање НР Србије бр. 2547, 3. маја 1946. године, основан је Завод за образовање и оспособљавање кадрова за административне послове и оспособљавање кадрова за административне послове под називом „Државни течај дактилографије и рачуноводство”. Државни течај дактилографије и једнообразног рачуноводства 4. августа 1952. године прераста у образовну установу под називом „Завод за стручно оспособљавање кадрова за финансијске и административне послове НР Србије”. Назив установе измештен је у Заводу за оспособљавање кадрова за административне послове, 19. јануара 1961. године.
У школи су се вршили једногодишњи течајеви од стране Завода за оспособљавање кадрова, као и стечајеви стенографије и једнообразног рачуноводства, а касније кроз једногодишњу Виши и средњи административни курс, који је од стране Савезног бироа за организацију администрације, преко Скупштине пренет  на Завод за организатора и реализатора ових курсева. Због великог броја службеника који су упошљени после рата, а били су без школе, обављање великог броја испита угрозило је редован рад средње Управно-административне школе.. Завод је основао редовну Управно-административну школу за одрасле у трогодишњем трајању како би се решио овај проблем, а школске 1962/63. године почела је са радом Управно-административна школа за омладину у четворогодишњем трајању.
Године 1968. Завод је обезбедио одобрење плана и програма Биротехничке школе од стране надлежног органа Републике, након чега је оснивач школе постао Завод. Градски органи поздравили су отварање ове школе, али Републичка заједница образовања није показала интересовање за финансирање ове школе. Завод је водио школу, а наставнички колектив донео је одлуку да ће бесплатно држати наставу ако Заједница образовања Београда или Републичка заједница не буду финансирали делатност Биротехничке школе.
Нови програм Управне школе почео је да се примењује школске 1968/69. године. Након оснивања Биротехничке школе за омладину и  припајање Управне школе за омладину, ставили су издавачку делатност Завода, а и Завод као институцију, у врло тешку ситуацији. Омладинским школама, јединим ове врсте у Србији, због минималног тиража и нерентабилности, нико од издавача није обезбеђивао уџбенике и уџбеничке литературе за економске, управне, комерцијалне и биротехничке школе. У децембру 1979. године формирана је "9. мај" која је у свом саставу имала ООУР-е: ООУР Школа правно-биротехничке струке, ООУР Школа заједничке основе, ООУР Економска школа за одрасле и ООУР „Стручна књига”.
Интеграције Управне и биротехничке школе извршена је крајем 1979. и почетком 1980. године у школу правне и биротехничке струке са три занимања правне струке (техничар за управне послове, техничар за послове радних односа и техничар администратор) и четири занимања биротехничке струке (пословни секретар, инокореспондент, стенодактилограф и дактилограф на трећем и четвртом степену). Крајем јуна 1985. године, укинута је школа заједничке основе решењем СО Палилула, па је иста припојена школи правне и биротехничке струке, тако да ова сада ради са обе фазе усмереног образовања (по програму заједничке основе и по програму за стицање образовања од првог до петог степена стручне спреме усмереног образовања и васпитања).
Радници школе правне и биротехничке струке донели су одлуку о издвајању школе из састава Образовно-васпитне и издавачке РО "9. мај" у самосталну радну организацију: Школу правне и биротехничке струке "9. мај", на референдуму који је одржан 19. јуна 1986. године. Од 1989. године школа је носила назив „Правно-биротехничка школа „9 мај”. Године 2007. школа је променила назив у „Правно-пословна школа Београд”, како се и данас зове.

## Галерија
- Зграда Правно-пословне школе Београд
- Правно-пословна школа Београд
- Табла са натписом
- Улаз у школу
- Ходник школе
- Правно-пословна школа Београд